# Damien Duff
Damien Duff (Dublín, 2 de marzo de 1979) es un exfutbolista irlandés que jugaba como delantero. Desde noviembre de 2021 es entrenador del Shelbourne F. C. de Irlanda.

## Trayectoria

### Como jugador
Duff empezó en clubes juveniles de su país, antes de que en 1996 debutara en el Blackburn Rovers, club que en esa década ganaba la Liga inglesa. Con casi 200 apariciones con la camiseta de los Rovers, el entonces juvenil irlandés ya se ganaba a la afición.
En 2003 fichó por el Chelsea, quien en para esos años ya era uno de los equipos fuertes de Inglaterra. Aun así, fue semifinalista de la Liga de Campeones, en 2004 y en 2005, y también consiguió la Premier League, en 2005 y en 2006.
Desde julio de 2006 firmó un contrato de cinco años con el Newcastle United.
Con la selección de Irlanda fue internacional en 100 ocasiones en las que anotó 8 goles. Su debut fue en el año 1998, en un partido de su selección ante la República Checa.
Participó en el Mundial de Corea y Japón 2002, anotando un gol en la victoria 3-0 frente a Arabia Saudita, donde la escuadra irlandesa llegó hasta octavos de final, cayendo ante España en la tanda de penales (empate 1-1 en tiempo reglamentario).
La temporada 2008-09 en la Premier League, un desafortunado autogol suyo en la última fecha en el Villa Park relegó al Newcastle United a la Championship, la segunda categoría del fútbol inglés.
En julio de 2015 fichó por el Shamrock Rovers. Cincó meses después, y tras jugar nueve partidos, anunció su retirada.

### Como entrenador
Empezó su carrera de entrenador en las categorías inferiores del Shamrock Rovers y de la selección irlandesa.
En enero de 2019 se unió al cuerpo técnico del filial del Celtic F. C., ascendiendo al primer equipo al mes siguiente coincidiendo con la marcha de Brendan Rodgers del puesto de entrenador. Ocupó estas funciones hasta abril de 2020, cuando se unió a la selección irlandesa para ejercer el mismo rol. Dejó el cargo a inicios del año siguiente.
En noviembre de 2021 fue contratado por el Shelbourne F. C. para ejercer por primera vez en su carrera de entrenador principal. En su segunda temporada clasificó al equipo en una cuarta posición que les permitió jugar la Liga Conferencia de la UEFA 2024-25 gracias a la victoria del St Patrick's Athletic F. C. en la Copa de Irlanda. Esa fue la primera vez que el club participaba en una competición europea desde 2006 y fueron eliminados por el F. C. Zürich en segunda ronda. Ese también era el último año que habían ganado la Premier Division de la Liga de Irlanda, algo que volvieron a lograr en 2024 tras derrotar al Derry City F. C. en la última jornada con un gol a falta de cinco minutos. Este éxito vino acompañado con la conquista de la Supercopa de Irlanda al inicio de la campaña siguiente después de imponerse por 2-0 al Drogheda United F. C.

## Clubes

### Como jugador
| Club                   | País       | Año       |
| ---------------------- | ---------- | --------- |
| Blackburn Rovers F. C. | Inglaterra | 1996-2003 |
| Chelsea F. C.          | Inglaterra | 2003-2006 |
| Newcastle United F. C. | Inglaterra | 2006-2009 |
| Fulham F. C.           | Inglaterra | 2009-2014 |
| Melbourne City F. C.   | Australia  | 2014-2015 |
| Shamrock Rovers F. C.  | Irlanda    | 2015      |

### Como entrenador
| Club             | País    | Año   |
| ---------------- | ------- | ----- |
| Shelbourne F. C. | Irlanda | 2021- |

## Palmarés

### Como jugador

#### Campeonatos nacionales
| Título                  | Club                   | País       | Año  |
| ----------------------- | ---------------------- | ---------- | ---- |
| Copa de la Liga inglesa | Blackburn Rovers F. C. | Inglaterra | 2002 |
| Copa de la Liga inglesa | Chelsea F. C.          | Inglaterra | 2005 |
| Premier League          | Chelsea F. C.          | Inglaterra | 2005 |
| Community Shield        | Chelsea F. C.          | Inglaterra | 2005 |
| Premier League          | Chelsea F. C.          | Inglaterra | 2006 |

#### Campeonatos internacionales
| Título         | Club                   | País       | Año  |
| -------------- | ---------------------- | ---------- | ---- |
| Copa Intertoto | Newcastle United F. C. | Inglaterra | 2006 |

### Como entrenador

#### Campeonatos nacionales
| Título                                 | Club             | País    | Año  |
| -------------------------------------- | ---------------- | ------- | ---- |
| Premier Division de la Liga de Irlanda | Shelbourne F. C. | Irlanda | 2024 |
| Supercopa de Irlanda                   | Shelbourne F. C. | Irlanda | 2025 |